# Phước Cát
Phước Cát là một thị trấn thuộc huyện Đạ Huoai, tỉnh Lâm Đồng, Việt Nam.

## Địa lý
Thị trấn Phước Cát có vị trí địa lý:
- Phía đông giáp xã Đức Phổ
- Phía đông bắc giáp xã Gia Viễn
- Phía tây giáp tỉnh Bình Phước
- Phía nam giáp tỉnh Bình Phước và tỉnh Đồng Nai
- Phía bắc giáp xã Phước Cát 2.

Thị trấn Phước Cát có diện tích 17,07 km², dân số năm 2022 là 8.427 người, mật độ dân số đạt 493 người/km².

## Hành chính
Thị trấn Phước Cát được chia thành 8 tổ dân phố: 1, 3, 4, 5, 6, 7, 9, 10.

## Lịch sử
Ngày 6 tháng 3 năm 1984, Hội đồng Bộ trưởng ban hành Quyết định số 38-HĐBT về việc thành lập xã Phước Cát trên cơ sở một phần diện tích và dân số của xã Đồng Nai.
Ngày 6 tháng 6 năm 1986, Hội đồng Bộ trưởng ban hành Quyết định số 67-HĐBT về việc chia xã Phước Cát thành xã Phước Cát 1 và xã Phước Cát 2.
Ngày 6 tháng 6 năm 1986, Hội đồng Bộ trưởng ban hành Quyết định số 68-HĐBT về việc chuyển xã Phước Cát 1 thuộc huyện Đạ Huoai về huyện Cát Tiên mới thành lập quản lý.
Ngày 12 tháng 10 năm 2011, UBND tỉnh Lâm Đồng ban hành Quyết định số 2304/QĐ-UBND về việc công nhận xã Phước Cát 1 là đô thị loại V.
Ngày 12 tháng 4 năm 2018, Ủy ban thường vụ Quốc hội ban hành Nghị quyết số 493/NQ-UBTVQH14 về việc thành lập thị trấn Phước Cát trên cơ sở toàn bộ 16,97 km² diện tích tự nhiên và 7.204 người của xã Phước Cát 1.
Ngày 11 tháng 7 năm 2018, HĐND tỉnh Lâm Đồng ban hành Nghị quyết số 88/2018/NQ-HĐND về việc:
- Chuyển thôn Cát An 1 thành tổ dân phố 1.
- Chuyển thôn Cát An 2 thành tổ dân phố 2.
- Chuyển thôn Cát Lợi thành tổ dân phố 3.
- Chuyển thôn Cát Lâm 1 thành tổ dân phố 4.
- Chuyển thôn Cát Lâm 2 thành tổ dân phố 5.
- Chuyển thôn Cát Lâm 3 thành tổ dân phố 6.
- Chuyển thôn Cát Lương 1 thành tổ dân phố 7.
- Chuyển thôn Cát Lương 2 thành tổ dân phố 8.
- Chuyển thôn Cát Điền thành tổ dân phố 9.
- Chuyển thôn Cát Hòa thành tổ dân phố 10.

Ngày 21 tháng 1 năm 2020, HĐND tỉnh Lâm Đồng ban hành Nghị quyết số 166/NQ-HĐND về việc:
- Sáp nhập tổ dân phố 2 vào tổ dân phố 1.
- Sáp nhập tổ dân phố 8 vào tổ dân phố 7.

Ngày 24 tháng 10 năm 2024, Ủy ban Thường vụ Quốc hội ban hành Nghị quyết số 1245/NQ-UBTVQH15 về việc sắp xếp đơn vị hành chính cấp huyện, cấp xã của tỉnh Lâm Đồng giai đoạn 2023 – 2025 (nghị quyết có hiệu lực từ ngày 1 tháng 12 năm 2024). Theo đó, sáp nhập thị trấn Phước Cát thuộc huyện Cát Tiên vào huyện Đa Huoai.